# Ali Abdulkadir
Ali Nur Abdulkadir (8 gennaio 1995) è un ex calciatore somalo, di ruolo attaccante.

## Carriera

### Club
Dopo essere cresciuto nelle giovanili dell'Elman, debutta in prima squadra nella stagione 2011-2012.

### Nazionale
Debutta in Nazionale il 12 novembre 2011, in Somalia-Etiopia, valida per le qualificazioni ai mondiali 2014.